# 4DDiG File Repair
4DDiG File Repair（フォーディーディグ ファイル リペア）は、株式会社Tenorshare（TENORSHARE CO.,LIMITED）が提供するファイル修復と画質向上を目的としたソフトウェアである。動画、写真、ドキュメント、音声ファイルなどの修復を行い、AI技術を用いて解像度や品質の向上を試みるソフトウェアである。

## 主な機能

### ファイル修復機能
破損したデジタルファイルを元の品質に近づけて修復。
- 動画修復
  - 動画ファイルの破損や劣化を解析し、元の品質に復元する機能。
- 写真修復
  - ピクセル化や破損した写真データを修復し、可能な限り元の状態に戻す。
- ドキュメント修復
  - 破損したPDFやOfficeファイル（例：XLSX、DOCX、PPTX）を再構築し、読み取れる状態に復元する。
- 音声ファイル修復
  - 音声ファイルに含まれるノイズや破損部分を修復し、クリアな音質に戻す。

### AIによる画質向上
AI技術を使用し、画像や動画の解像度を向上させたり、白黒のコンテンツにカラーを追加する機能を提供する。
AI動画高画質化
- 一般モデル：あらゆる動画に対応し、解像度とディテールを強化。

- アニメ専用モデル：アニメや漫画スタイルの動画に特化。
- 顔専用モデル：人物の肌や表情を精細に描写。

AI写真高画質化
- 一般モデル：多様な写真に対応し、解像度とディテールを向上。
- ノイズ除去モデル：ノイズが多い写真に特化して補正。
- 顔専用モデル：ポートレート写真に特化し、顔の細部を鮮明に表現。

白黒写真のカラー化
- AIを用いて、白黒の写真に自然なカラーを追加する。

白黒動画のカラー化
- 白黒動画にAI技術を使ってカラーを加え、動きのある映像に色彩を再現する。

## アップデート履歴

### Win版 V4.1.0
2024年9月5日 発表
- 高画質化機能のUI改善（エクスポート機能の追加）
- PDFファイルの修復機能の最適化
- MP4形式の動画修復品質向上
- JPEG-XL形式サポート（修復対応）
- Officeファイルの修復プロセス調整
- 写真高画質化機能の最適化

### App Store  V1.0.3
2024年5月6日 発表
- 修理品質向上
- Keynote、Numbers、Pages形式の修復対応
- 既知の問題の修正

## 動作環境
|                           | Windows                                      | Mac                                      |
| 対応OS                    | Windows 11/10 64-bit                         | macOS 10.15 以降                         |
| プロセッサー (CPU)        | Intel i3 第4世代 または AMD Ryzen 3相当以上  | Intel i3 第4世代 または Apple M1相当以上 |
| ハードディスクの空き容量  | 2GB以上                                      | 2GB以上                                  |
| RAM                       | 8GB以上                                      | 8GB以上                                  |
| グラフィックカード（GPU） | NVIDIA GTX 950 または AMD Radeon 460相当以上 | Intel UHD 630 または Apple M1相当以上    |
| OpenGL                    | 3.3以上                                      | 3.3以上                                  |
| DirectX                   | バージョン：12                               | なし                                     |
| ディスプレイ（モニター）  | 1366x768 以上                                | 1366x768 以上                            |

## 対応ファイル形式

### 動画形式
.mp4、.mov、.avi、.mkv、.3g2、.3gp、.mpeg、.wmv、.ts、.mts、.m2ts、.rm、.rmvb、.insv、.flv、.mxf、.swf

### 写真形式
.jpg、.jpeg、.png、.gif、.svg、.heic、.tiff、.tif、.cr2、.nef、.arw、.pef、.orf、.raf、.srw、.cr3、.rsv、.dng、.crw、.erf

### ドキュメント形式
.docx、.pptx、.xlsx、.pdf、暗号化された*.pdf、.zip、.ai、.epub、.psd、.psb、.docm、.pptm、.xlsm、.dotm、.potm、*.xltm

### 音声形式
.mp3、.aac、.m4a、.wav、.flac、.ogg、*.wma